# Rathauspark (Berlin-Lichtenberg)
Der Rathauspark Lichtenberg ist eine Grünanlage im Berliner Ortsteil Lichtenberg, die sich zwischen dem Rathaus Lichtenberg (Nord), der Frankfurter Allee (Süd), der Möllendorffstraße (West) und der Rathausstraße (Ost) erstreckt.

## Lage und Geschichte

### Entstehung einer Grünfläche
Zu Beginn der Entwicklung der damaligen Gemeinde Lichtenberg bildete die heutige Fläche einen kleinen Innenbereich hinter den Wohnhäusern der Frankfurter Allee und der damaligen Dorfstraße von Lichtenberg (der heutigen Möllendorffstraße). Er war Teil eines im 13. Jahrhundert angelegten Gemeindefriedhofs, der 1923 geschlossen wurde.

### 1945 bis 1990

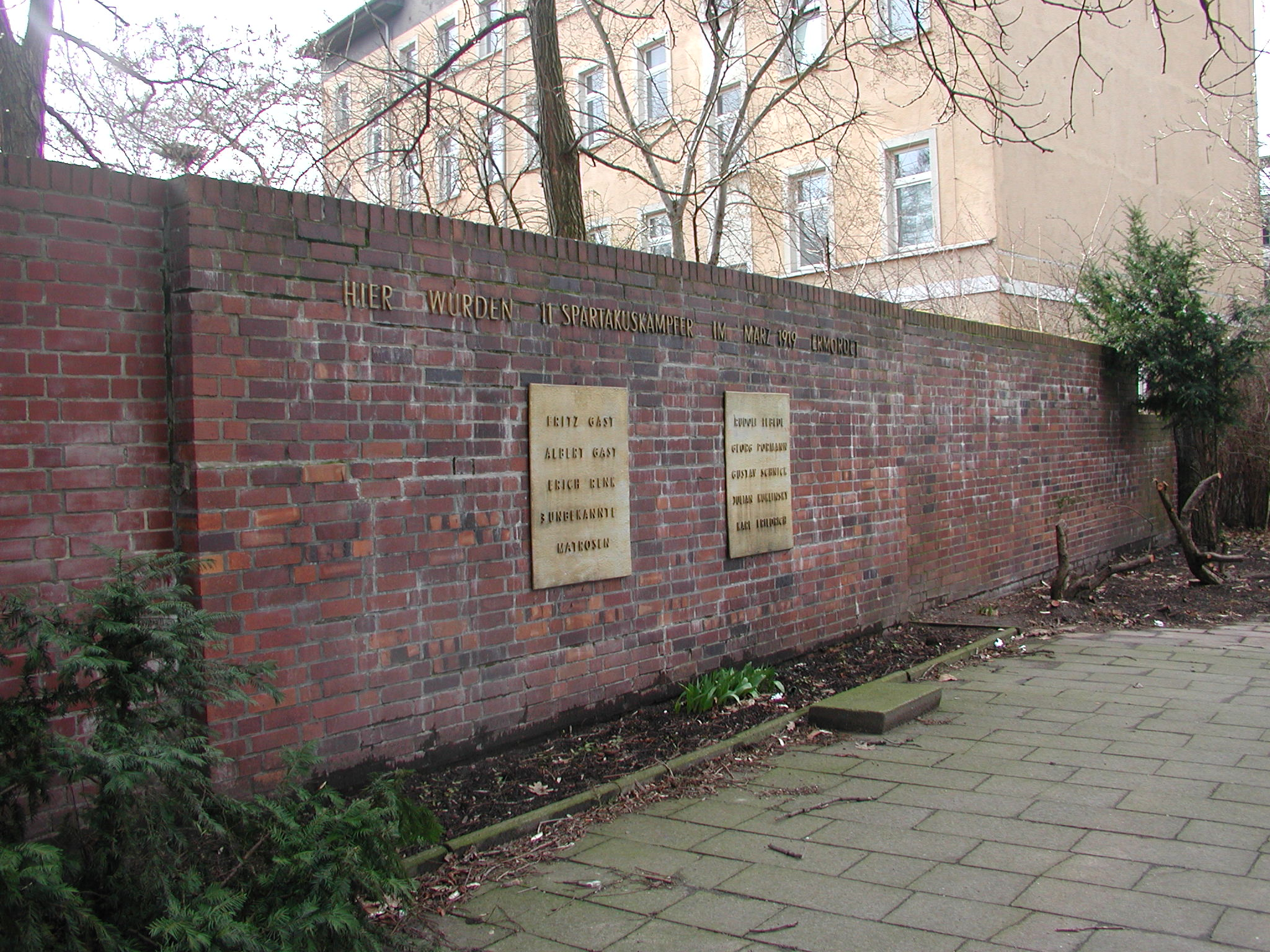
Blutmauer

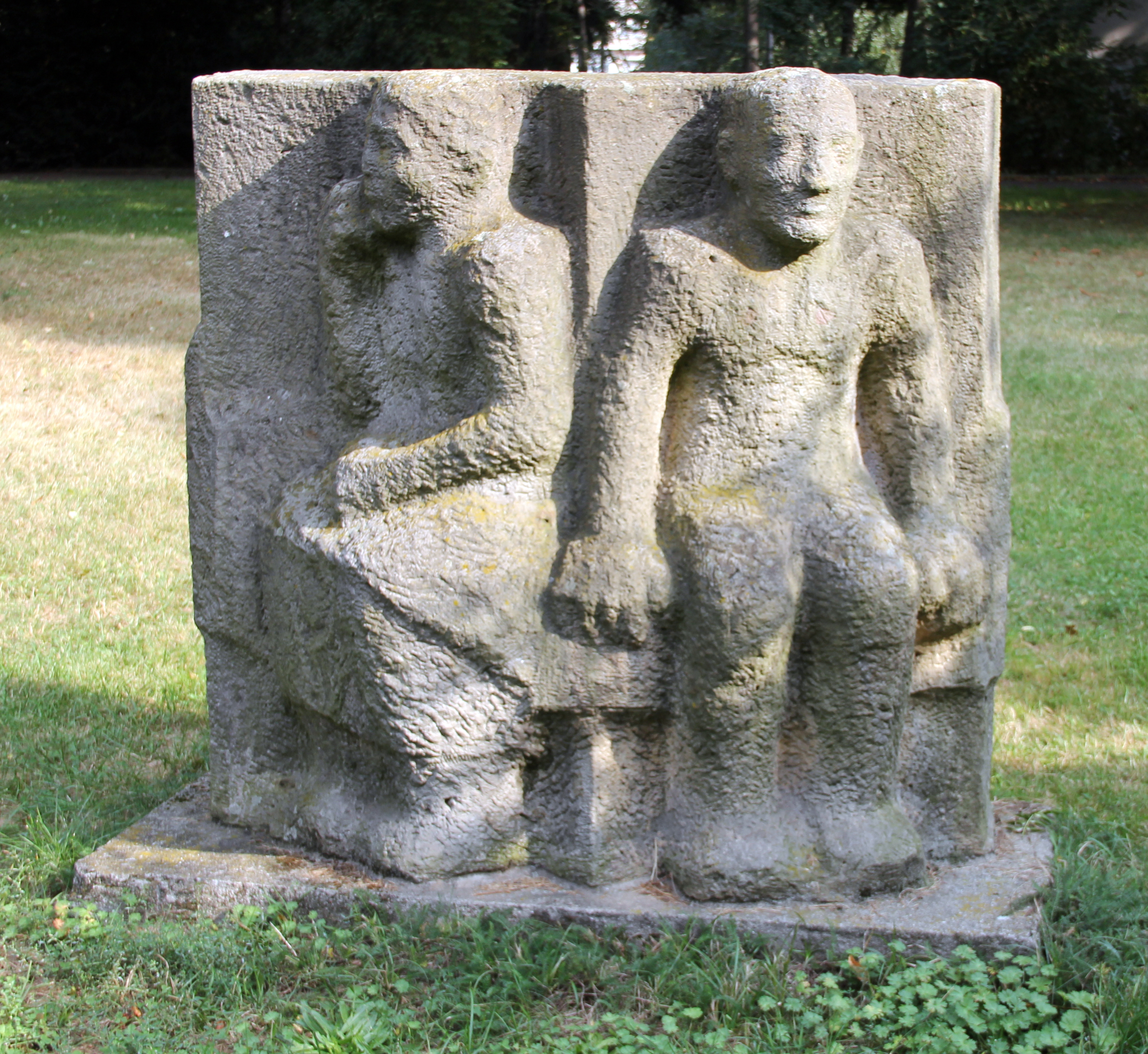
Erben der Spartakuskämpfer; eine der Skulpturen

Nach den Zerstörungen des Zweiten Weltkriegs gab es nur noch einen Wohnblock am Beginn der Möllendorffstraße an der Frankfurter Allee, die Bäume waren weitestgehend erhalten geblieben. Nach dem Krieg wurden die Ruinen beseitigt, direkt an der Ecke eine neue Grünanlage hergerichtet, deren Mittelpunkt der wiederaufgestellte Fischerbrunnen bildete. Diese Grünfläche erhielt 2014 den Namen Stefan-Heym-Platz und ist nicht Bestandteil der Neuplanung und auch nicht Teil des Rathausparks.
Im südlichen Bereich des Rathausparks befindet sich die Gedenkstätte Blutmauer, ehemals Bestandteil des Friedhofs. An der Friedhofsmauer wurden bei Kämpfen im März 1919 elf Aufständische und Zivilisten erschossen und begraben. Zur Erinnerung an dieses Ereignis sind an der Mauer zwei Gedenktafeln angebracht. Die Ost-Berliner Verwaltung ließ im Jahr 1989 auf der zum Rathaus hin ansteigenden Rasenfläche die Skulptur Erben der Spartakuskämpfer aufstellen, angefertigt von der Bildhauerin Emerita Pansowová. Im September 2021 wurden zwei Gedenkstelen mit Informationen zur Geschichte des Ortes eingeweiht.

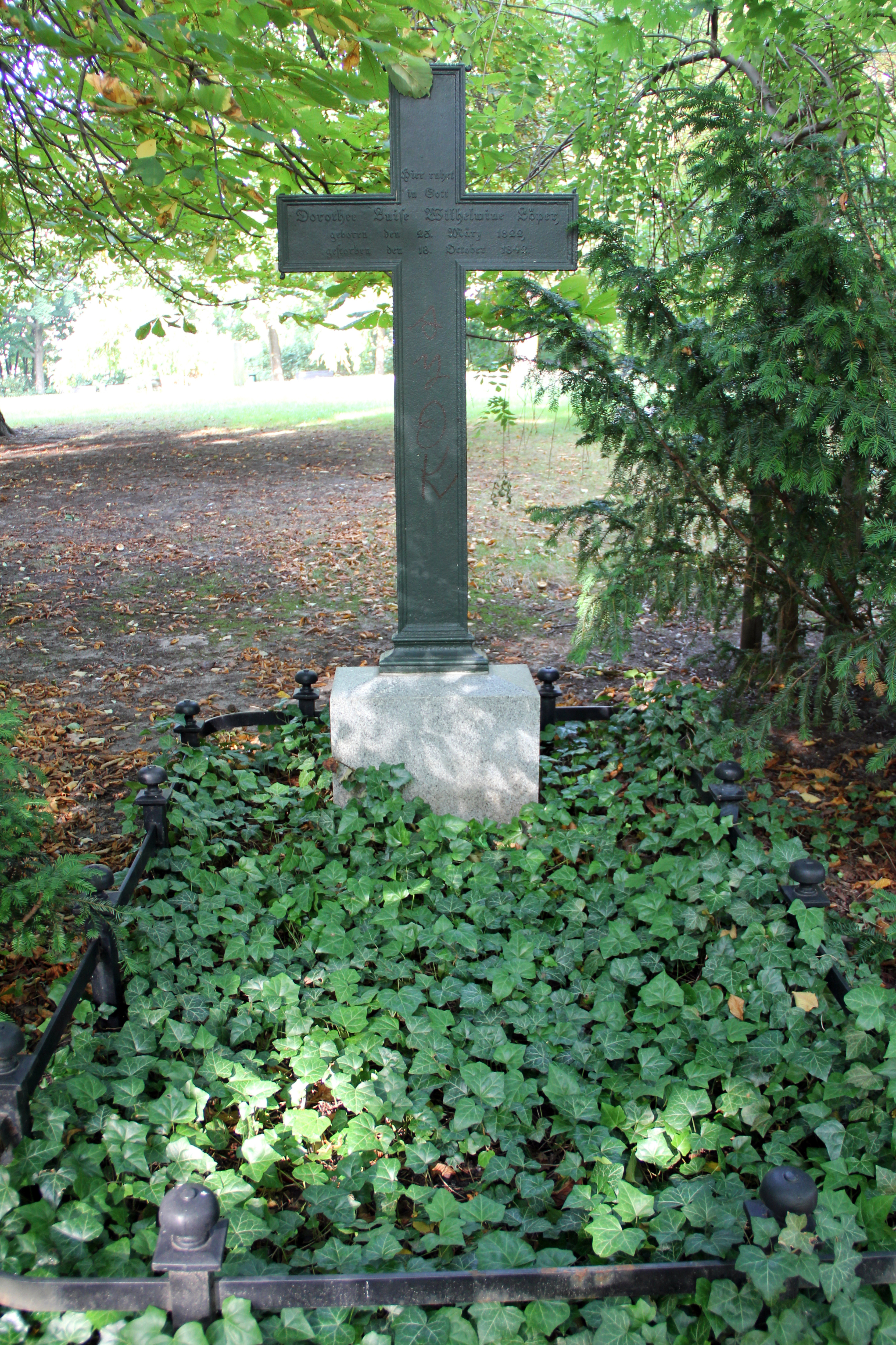
Grab von
Wilhelmine Loeper

Von dem ehemaligen Friedhof ist außerdem die Grabanlage der Wilhelmine Loeper, ein gelistetes Kulturdenkmal, erhalten.
Vor einer an der Seite der Möllendorffstraße in den 1960er Jahren installierten Baracke, die lange Jahre als Wohnungsamt des Stadtbezirks diente, waren einige Blumenbeete angelegt und Sitzgelegenheiten aufgestellt.

### Seit 1990
Nach der politischen Wende war die Baracke noch längere Zeit Standort eines Bürgeramtes, danach wurde sie abgebrochen. Ein kleines mit niedrigen Büschen bewachsenes Viereck und das erhaltene Schmuckbeet erinnern noch daran. Für diese rund 4000 m² große Teilfläche hatten die Lehrlinge des Grünflächenamts im Jahr 2013 Projektskizzen angefertigt, die die Bezeichnung Rathausblick trugen. Sie waren in einem der öffentlichen Besucherräume ausgehängt. Die Umgestaltung sollte im Jahr 2014 vorgenommen werden und war mit 35.000 Euro veranschlagt.
Die gesamte Parkanlage, die nie offiziell als Rathauspark gewidmet wurde, blieb nun lange Zeit eher unbeachtet und wurde lediglich ein- oder zweimal im Jahr für Veranstaltungen genutzt. Beispielsweise findet hier seit 2013 jährlich das Spectaculum am lichten Berg, ein Mittelalterfest, statt.
Umgestaltung zu einem gewidmeten Park
Die BVV Lichtenberg hat im Jahr 2016 eine Aufwertung zu einem echten städtischen Park beschlossen und im Frühjahr 2017 fünf Landschaftsarchitekturbüros zu einem konkurrierenden Gutachterverfahren eingeladen. Die Loeper-Grabstätte, die Blutmauer, die Anlage mit dem Fischerbrunnen sollten erhalten bleiben. Hinzugeplant wurde ein neuer Spielplatz, weil der vorhandene dem Bau eines Wohnkomplexes durch die Howoge weichen musste. Die Siegerprojekte, darunter der erste Platz vom Büro Marcel Adam, wurden der Öffentlichkeit im November 2017 präsentiert. Sie wurden unter Einbeziehung der Ideen von Anwohnern und von Schülern des Cecilien-Lyzeums unter Verantwortung des Büros Stattbau in die Realisierungsphase überführt. Zwischen dem Baustart im Oktober 2019 und der Fertigstellung im Mai 2021 standen eine Million Euro bereit. Davon stammten 135.000 Euro aus dem städtebaulichen Vertrag mit der Wohnungsbaugesellschaft Howoge als Ausgleichszahlung für benachbarte Bauprojekte und 864.000 Euro aus Mitteln des Projekts Stadtumbau Ost. Ende 2020 war der neue Rathauspark in drei Realisierungsschritten fertiggestellt.
Im Sommer 2021 sprudelte der gesäuberte und vereinfachte Fischerbrunnen (Jüngling mit Fisch) auf einem neuen höheren Steinsockel und an einer etwas anderen Stelle wieder. Der barrierefreie Stefan-Heym-Platz war am 31. Juli 2021 fertiggestellt.